# Claude Mazauric
Claude Mazauric (1932 - ) es un historiador francés, especializado en la Revolución francesa.
Es profesor de Historia Moderna en la Universidad de Ruan (1965). Discípulo de Georges Lefebvre, Ernest Labrousse, y sobre todo de Albert Soboul, del que fue colaborador dos años. Miembro de la Presidencia Colegial de la Sociedad de estudios sobre Robespierre y Director de investigación en el Centro de Historia Comparada de las Transiciones de la Universidad de Ruan, donde colabora con Michel Vovelle.
Interesado especialmente en la Revolución en Normandía y en Babeuf, a partir de 1967 desarrolló una crítica a la tesis de François Furet sobre la Revolución francesa, polemizando sobre si son los aspectos socioeconómicos o más bien los estrictamente políticos los que deben explicar el conjunto del proceso.

## Obras
Además de un gran número de entradas en enciclopedias históricas,
- Babeuf et la Conspiration pour l'égalité, 1962;
- Sur la Révolution française, contributions à l'histoire de la Révolution bourgeoise, 1970;
- Histoire de la France contemporaine, vol. I 1789-1800 (dir. J. Elleinstein);
- Jacobinisme et Révolution, 1984;
- Babeuf, Ecrits, 1988;
- Robespierre, Ecrits, 1989;
- La Révolution française en Haute-Normandie, 1988;
- A travers la Haute-Normandie en révolution, 1992;
- L'histoire de la Révolution française et la pensée marxiste, 2009.